# Стеван Бајкић
Стеван Бајкић (Орловат, 11. новембар 1922 — Орловат, 31. јануар 1965) био је српски књижевник и песник. Оставио је обимно литерарно дело али његово стваралаштво је недовољно познато или доступно јавности.

## Биографија
Стеван потиче из орловатске занатске, грађанске породице; од оца Цветка ковача и мајке Радојке (рођ. Јерков из Перлеза) кројачице - модисткиње. Мада је похађао Грађанску школу у Петровграду (Зрењанину), био интелигентан и начитан, словио се за „ковачког калфу”. Помагао је оцу у њиховој ковачкој радњи. Бавио се у млађим данима успешно шахом и голубарством. Оболео је од тада неизлечиве болести, као средњошколац у Великом Бечкереку. Мајка је претходно умрла 1931. године од исте бољке, када је Стевица имао девет година. Тежак живот, одрастање без мајке, а потом оскудица и хронично боловање обележили су му књижевно дело. Сушица (туберкулоза) - болест многих наших старијих писаца и уметника, изоловала га је прво из „друштва”, а потом и уграбила од „живота”. Збирку од преко 500 „понајбољих” песама је у очајању спалио.

### Сестра
Круна Сејка Бајкић (1925—1999) кројачица, стекла је пензију радећи у сеоском киоску у Орловату. Попут старијег брата, живела је сама, није се удавала. Бавила се такође књижевним радом, нарочито после његове смрти. Радо је писала родољубиву и љубавну поезију. У Круниној заоставштини су остали рукописи седам позоришних представа, шест прича и преко две стотине песама. Њен позоришни комад „Партизанка” (посвећен најбољој другарици погинулој у рату, Иванки Остојин) извођен је од стране орловатских дилетаната, поводом празника Дана жена, седамдесетих година 20. века.

## Дело
Стеван Бајкић је кренуо је да пише у лето 1939. године. Стварао по узору на српске књижевнике романтичаре, Бранка Радичевића и Ђуру Јакшића. Замерали су му да није као поета оригиналан: "Њихов калуп, а твоје речи" (Милисавац). Био је романтичар - у погрешно време; усред владајућег соц-реализма. Рукопис обимног романа "Породична трилогија" (састављен из три дела: "Отац", "Мајка" и "Син") је одбацио београдски "Нолит", у лицу директора књижевника Михајла Лалића. Бајкићеве изабране песме је одбио да штампа моћни Живан Милисавац, тадашњи уредник часописа "Летопис Матице српске". Бајкић је написао пет романа, један позоришни комад (сачуван!), преко 200 песама (сачуваних!), десетак прича (сачуваних!), "Аутобиографију" и "Догме" (мисли). У позоришном комаду "Банатски сељаци" замишљеном у три чина, је живо представио време колективизације и принудног откупа у банатском селу, 1948. године. Роман "Један живот" је 1953. године посветио америчком Црвеном крсту, у знак захвалности за послате инјекције антибиотика, које су му за десетак година продужиле живот. Рукопис једног романа, са тематиком из предратног београдског живота, чува се у Библиотеци града Београда, у Београду. Орловатски лист "Орао", објавио је 1998. године, његову песму Утеха (из 1951).

## Епилог
Породица орловатског ковача Цветка Бајкића, шпицнамен "Сечањски", је изумрла 1999. године. Сви чланови, редом: мајка, отац, син, кћерка - помрли су од туберкулозе. Њихова интересантна стилски грађена кућа 1922. године од фине цигле, иако у добром стању, срушена је из санитарно-хигијенских разлога 2005. године. Обимна рукописна грађа брата и сестре, били је одбачена на таван неке шупе, да тамо пропадне. На орловатске Бајкиће подсећа још само надгробни споменик на Старом гробљу у Орловату.